# František Běgus
František Běgus (14. prosince 1900 Kateřinice – 23. března 1942 Auschwitz) byl český pedagog, protinacistický odbojář a oběť nacismu.

## Život
František Běgus se narodil 14. prosince 1900 v Kateřinicích na Novojičínsku. V roce 1920 odmaturoval na reálném gymnáziu v Příboře a v roce 1924 dokončil studium na učitelském ústavu tamtéž. Vykonával profesi učitele, mezi lety 1931 a 1941 působil jako řídící učitel na obecné škole v Trnávce. Ve stejné obci byl kronikářem Sokola a členem Sboru dobrovolných hasičů. 

### Protinacistický odboj
Po německé okupaci v březnu 1939 vstoupil František Běgus do protinacistického odboje v řadách Obrana národa. V Trnávce vedl její místní organizaci. Zatčen gestapem byl 8. října 1941 během širší akce proti bývalým sokolským činovníkům. Zahynul dne 23. března 1942 v koncentračním táboře Auschwitz.